# Munson-Williams-Proctor Arts Institute
Munson-Williams-Proctor Arts Institute (w skrócie MWPAI, pol. Instytut Sztuki im. Munsona, Williamsa i Proctora) – regionalne centrum artystyczne założone w 1919 roku w Utice, w stanie Nowy Jork przez przyrodnich braci Thomasa i Fryderyka Proctorów i żonę Thomasa, Marię. W skład ośrodka wchodzi muzeum sztuki (Museum of Art), dział sztuk scenicznych (Performing Arts Division) i szkoła artystyczna (School of Art). Instytut mieści się w dwóch budynkach, zabytkowym, zbudowanym w 1850 roku według projektu Phillipa Thomasa i Williama Wooletta,Jr., zwanym Fountain Elms i budynku współczesnym, zbudowanym w 1960 roku według projektu Philipa Johnsona.
W 1972 roku stary budynek muzeum został wpisany na listę National Register of Historic Places pod nr #72001599; budynek nowy znalazł się na tej liście 9 września 2010 roku pod nr #10000727.

## Historia
Instytut wziął swą nazwę od nazwisk trzech pokoleń jednej rodziny z Utiki. Jej historię rozpoczął Alfred Munson (1793–1854), który w 1823 roku przeniósł się z Connecticut do Utiki i tu dorobił się majątku na przemyśle przetwórczym, wydobywczym i transporcie. Jego córka Helen Elizabeth (1824–1894) wyszła w 1846 roku za adwokata z Utiki, Jamesa Watsona Williamsa (1810–1873), który wkrótce stał się udziałowcem w interesach swojego teścia i reprezentował go jako lobbysta wobec państwowego ustawodawcy. Helen Elizabeth Munson Williams stała się jedną z najważniejszych filantropek w Nowym Jorku oraz kolekcjonerką dzieł sztuki. Dwie córki Helen i Jamesa Williamsów, Rachel (1850–1915) i Maria (1853–1935) wyszły za miejscowych przedsiębiorców, przyrodnich braci Proctorów: Maria za Thomasa R. Proctora (1844–1920), miejscowego właściciela hotelu zaś Rachel za Fryderyka Proctora (1856–1929), inwestora i działacza społecznego. Dom rodzinny Williamsów zaczął być w latach 70. XIX wieku nazywany „Fountain Elms” i pozostawał ich rezydencją aż do śmierci Rachel w 1915 roku. Żadne z małżeństw Williams-Proctor nie miało dzieci. Rachel i Maria Williams odziedziczyły kolekcję założoną przez ich matkę, a ich mężowie również byli kolekcjonerami – zbierali zegarki oraz inne przedmioty charakterystyczne dla kolekcjonerów płci męskiej. Po śmierci Rachel trzej pozostali członkowie rodziny: Maria, jej mąż Fryderyk i jego przyrodni brat Thomas postanowili założyć ośrodek kulturalny. Powstały w 1919 roku Instytut zyskał miano „centrum artystycznego, muzycznego i społecznego”. Nowo powstała placówka kulturalna była z jednej strony zwieńczeniem pasji kolekcjonerskiej jej założycieli, a z drugiej – wyjściem naprzeciw kulturalnym potrzebom społeczeństwa. W maju 1936 roku, po śmierci Marii, Munson-Williams-Proctor Institute został otwarty dla publiczności. Fountain Elms prowadzone było jako muzeum domowe, w którym wystawiano obrazy z kolekcji Proctorów, oraz grafiki i meble dekoracyjne, stanowiące zalążek kolekcji stałej muzeum. W czerwcu 1941 roku Instytut uzyskał uprawnienia do nauczania na poziomie uczelni w dziedzinie sztuk plastycznych z uprawnieniami do nadawania stopnia licencjata sztuk pięknych. Program kulturalny, który oferował zajęcia muzyczne,bibliotekę płytową i program filmowy przekształcił się w dzisiejszy Performing Arts Division, która prezentuje światowej sławy solistów i zespoły, wschodzące gwiazdy, recitale, programy kinowe i dziecięce oraz koncerty. Muzeum Sztuki w okresie powojennym aktywnie rozbudowywało swoją kolekcję, w związku z czym pojawiła się potrzeba większej przestrzeni wystawienniczej. Mając to na uwadze rada powiernicza MWPAI zleciła architektowi Philipowi Johnsonowi zaprojektowanie nowego muzeum sztuki, które zostało otwarte jesienią 1960 roku. Utrzymany w stylu międzynarodowym budynek został w 1962 roku wymieniony przez magazyn Architectural Forum jako jedna z 10 nowych budowli na całym świecie, które wniosły istotny wkład do sztuki architektonicznej w ciągu dekady. Wraz z budową nowego muzeum postanowiono odrestaurował zabytkowy budynek Fountain Elms. Zbudowany w 1995 roku Education Wing połączył oba budynki.

## Nowy budynek
W 1955 roku Munson-Williams-Proctor Museum of Art zlecil Philipowi Johnsonowi zaprojektowanie budynku muzeum. Miało to być pierwsze z trzech wolno stojących muzeów, które Johnson zaprojektował pod koniec lat 50.; dwa pozostałe to Amon Carter Museum of Western Art (obecnie Amon Carter Museum of American Art) w Fort Worth (1958–1961) oraz Sheldon Memorial Art Gallery (obecnie Sheldon Museum of Art) na terenie kampusu University of Nebraska–Lincoln w Lincoln (1958–1963). W tym samym czasie Johnson zaprojektował też New York State Theater (obecnie David H. KochTheater w Lincoln Center for the Performing Art w Nowym Jorku (1958–1964). Projekt ukończonego w 1960 roku Munson-Williams-Proctor Museum of Art zakładał budynek na planie kwadratu, pozbawiony okien, z galeriami rozmieszczonymi wokół centralnego, zamkniętego, piętrowego dziedzińca, zaplanowanego jako ogród z dużymi drzewami, mającymi złagodzić surową geometrię architektury. Z drzew ostatecznie zrezygnowano. Johnson uważał muzeum za jeden ze swoich najlepszych budynków z uwagi na klarowny plan i solidne materiały (granit i brąz). Chociaż projekt Johnsona dla Munson-Williams-Proctor Museum strukturalnie był podobny do projektu S. R. Crown Hall w Illinois Institute of Technology (1950–1956) Ludwiga Miesa van der Rohe, sygnalizował zarazem pewne odejście od wpływów Miesa van der Rohe i stylu międzynarodowego na rzecz rozwiązań neoklasycznych, które z czasem zaczęto nazywać nowym formalizmem w architekturze nowoczesnej. Nowy kierunek (znany również jako neo-formalizm i neo-palladianizm) pojawił się w 1960 roku jako reakcja na sztywności modernizmu i był popularny w trzecim ćwierćwieczu XX wieku. Nowe, zaprojektowane w stylu formalistycznym budynki zazwyczaj łączyły wybrane elementy klasycyzmu, jak dwustronna symetria, kolumny, kolumnady i/lub arkady z wysokiej klasy materiałami (w szczególności marmurem i granitem) i z wzornictwem modernistycznym, jak płaski dach, typowy dla stylu międzynarodowego. Odstępstwa Johnsona od stylu międzynarodowego w Munson-Williams-Proctor Museum of Art doprowadziły do wzrostu zainteresowania kształtnymi i profilowanymi projektami architektonicznymi, takimi jak wapienna fasada Amon Carter Museum of Western Art i trawertynowa fasada Sheldon Memorial Art Gallery oraz wystrój tej ostatniej, nawiązujący do architektury klasycznej (arkady, łuki, sklepienia, detal rzeźbiarski), choć w tym ostatnim wypadku architekt być może bardziej bezpośrednio inspirował się dziełami klasycyzujących architektów XIX wieku, takich jak Karl Friedrich Schinkel (Altes Museum w Berlinie), Leo von Klenze (Alte Pinatotek w Monachium) i John Soane (Dulwich Picture Gallery w Dulwich, London Borough of Southwark).

## Zbiory
Zbiór dzieł sztuki Muzeum liczy około 25 000 pozycji. Trzon kolekcji stanowią XIX-wieczne i współczesne dzieła sztuk plastycznych i rzeźby oraz XIX-wieczne wytwory amerykańskiego rzemiosła artystycznego. Wśród tych ostatnich wyróżnia się kolekcja 300 zegarków, zgromadzona w końcu XIX i na początku XX wieku przez braci Proctorów, będąca jedną z największych i najcenniejszych kolekcji zegarków w Stanach Zjednoczonych. Bracia Proctor należeli do wąskiego grona najwybitniejszych kolekcjonerów zegarków na świecie.

### Sztuka amerykańska XIX w.
Rodziny Williamsów i Proctorów kolekcjonowały amerykańskie i europejskie malarstwo, amerykańskie i europejskie ramy, meble, rzemiosło artystyczne, rękopisy, rzadkie książki, scrapbookingi, kolekcje zegarków, naparstków, fotografii i materiały pochodzące z XIX i pierwszych dekad XX wieku, aż do śmierci Marii Proctor w 1935 roku. Muzeum stara się poszerzać te zbiory, które wchodziły w zakres zainteresowań założycieli MWPAI i jego głównych darczyńców.
Najciekawsze z XIX-wiecznych amerykańskich zbiorów malarstwa i rzeźby to dzieła takich artystów jak: William Chase, Thomas Cole, William Michael Harnett, Winslow Homer, James Peale, Raphaelle Peale, John Frederick Peto, Hiram Powers, Augustus Saint-Gaudens i inni. Amerykańskie malarstwo historyczne zasługuje na uwagę także ze względu na obrazy malarzy Hudson River School; jeden z jej założycieli, Thomas Cole, jest reprezentowany przez swój słynny cykl obrazów alegorycznych Podróż życia. Inni malarze tej szkoły, obecni w kolekcji to między innymi: Frederic Edwin Church, Jasper Francis Cropsey, Asher Brown Durand, Sanford Robinson Gifford, George Inness i David Johnson.

### Amerykańska sztuka użytkowa XIX wieku
Zbiory XIX-wiecznej amerykańskiej sztuki użytkowej znajdują się zarówno w galeriach poświęconych malarstwu, jak i w galeriach zabytkowej rezydencji Fountain Elms, byłym domu założycieli Instytutu. Zbiory te obejmują wyroby ze srebra i szkła, ceramikę, meble i tkaniny. Renomowana kolekcja mebli obejmuje wyroby takich twórców jak: Charles Baudouine, John Henry Belter, Herter Brothers, Kimbel and Cabus, Anthony Quervelle i Aleksander Rou. Wyroby ze srebra powstały w renomowanych firmach: Tiffany & Co., Gorham Mfg, George Shiebler i Lincoln & Foss. Ozdobą kolekcji ceramiki jest największy publiczny zbiór kamionek hrabstwa Oneida, wyprodukowanych w okresie od lat 30. XIX wieku po początku XX wieku. W dziale sztuki użytkowej znajduje się również rodzinna kolekcja Proctorów. Zakres eksponatów wchodzących w jej skład obejmuje wyroby szklane firmy Tiffany, ceramikę chińską i japońską, kolekcję naparstków z epoki wiktoriańskiej, wachlarze i pamiątkowe łyżki.

#### Kolekcja zegarków
Głównym punktem kolekcji amerykańskiej sztuki użytkowej jest zbiór 300 ozdobnych zegarków europejskich, wytworzonych w okresie od około 1575 roku do początku XX wieku, zebranych przez Fredericka i Thomasa Proctorów. Wiele z czasomierzy wchodzących w skład tej kolekcji cechuje się wyrafinowaną estetyką o charakterze jubilerskim i złotniczym i kunsztem wykonania będąc symbolem splendoru i prestiżu. Na podstawie zgromadzonych eksponatów prześledzić można rozwój technik zdobniczych stosowanych w rzemiośle artystycznym, a także kilkusetletnią historię zegarmistrzostwa jako jednej z ważniejszych dziedzin sztuki dekoracyjnej i ewolucję samego zegarka, począwszy od jego funkcji jako przedmiotu ozdobnego do precyzyjnego czasomierza. Zegarki z kolekcji Proctorów mają różne formy (np. emaliowany złoty żuk z diamentowymi skrzydełkami, tulipan, miniaturowa srebrna czaszka z zegarkiem umieszczonym w szczęce) i odznaczają się bogactwem rodzajów dekoracji (złote lub srebrne repusowane koperty, zdobione kameryzacją, niellem, emaliowaną martwą naturą i pejzażem, koperty z kryształu górskiego i ametystu). Część tej kolekcji była prezentowana w latach 2003–2006 w wielu europejskich muzeach, między innymi w Zamku Cesarskim w Innsbrucku, w Muzeum Zegarmistrzostwa w Genewie (Musée Patek Philippe) i w Muzeum Narodowym w Warszawie.

### Sztuka nowoczesna i współczesna

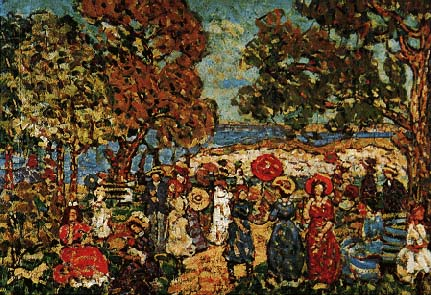
Maurice Brazil Prendergast, Pejzaż z postaciami, 1913

W kolekcji sztuki nowoczesnej i współczesnej znajdują się dzieła sztuki powstałe po roku 1900, w tym obrazy artystów Ashcan School, takich jak Maurice Brazil Prendergast, którego Pejzaż z postaciami był wystawiony w 1913 roku na wystawie Armory Show.
Inni artyści amerykańscy, których prace znajdują się w tym dziale to: Edward Hopper (Camel's Hump, 1931), Reginald Marsh (Texas Guinan i jej zespół, 1931), Georgia O’Keeffe (Pelvis with Pedernal, 1943), Arshile Gorky, Philip Guston, Jackson Pollock (Number 2, 1949), Mark Rothko (No. 18, 1951), David Smith (List, 1950), Louise Bourgeois (Pająk II, 1995), Ann Hamilton, Susan Rothenberg, Frank Stella i Andy Warhol (Duże krzesło elektryczne, 1967). Są tu też prace artystów europejskich, jak: Piet Mondrian, Salvador Dalí, Wassily Kandinsky i Pablo Picasso.

## Performing Arts Division
Wydział Performing Arts oferuje w ciągu całego roku imprezy kulturalne z udziałem międzynarodowych solistów i zespołów, wschodzących gwiazd, prezentuje dokonania kina, koncerty z komentarzem, festiwalowe spektakle plenerowe, programy dla dzieci oraz imprezy edukacyjne i okolicznościowe. Położony w samym sercu stanu Nowy Jork Munson-Williams-Proctor Arts Institute przez długi okres był liderem organizacji kulturalnych w regionie Oneida zdobywając na tym polu szczególne uznanie. Ilość organizowanych corocznie imprez przekracza 100. Od początku istnienia Instytutu prezentacja najwybitniejszych solistów i zespołów międzynarodowych odbywała się w ramach cyklu Great Artists Series, głównym cyklu tego typu w regionie Oneidy. Prezentacja miała miejsce w zabytkowym Stanley Theatre w Utice, a wśród uczestniczących artystów były między innymi takie sławy jak Isaac Stern, Itzhak Perlman, James Galway, Wiedeński Chór Chłopięcy i London City Opera. W ramach cyklu Concerts in the Court Instytut przedstawia również najlepsze dokonania w muzyce jazzowej i współczesnej. Imprezy te organizowane są w kameralnej i scenerii Edward Wales Root Sculpture Court, z udziałem zróżnicowanych stylowo artystów, począwszy od zespołu Béla Fleck and the Flecktones do Joshuy Redmana i zespołu New York Voices. Cykl Young Artists Series przedstawia przyszłe gwiazdy estrady dając publiczności okazję do zapoznania się z ich sztuką wykonawczą. Koncerty z komentarzem prezentuje  światowej sławy pianista Jeffrey Siegel w ramach cyklu Keyboard Conversations. Z kolei inicjatywa Institute's For Kids and Families, skierowana do dzieci i dorosłych, dostarcza rozrywkę dla całej rodziny. Dopełnieniem oferty kulturalnej Instytutu jest prezentacja najlepszych osiągnięć kina niezależnego. Występy solistów oraz pokazy filmów i programów dla dzieci odbywają się w kameralnym Museum of Art Auditorium.

## School of Art
W czerwcu 1941 roku Instytutowi przyznano prawo do edukacji na poziomie college’u w dziedzinie sztuk plastycznych z uprawnieniami do nadawania stopnia Bachelor of Fine Arts; w tym samym roku powstała placówka oświatowa School of Art. W 1981 roku szkoła stała się akredytowanym członkiem instytucjonalnym National Association of Schools of Art and Design. W celu umożliwienia studentom szerszej edukacji School of Art nawiązała współpracę z cieszącym się międzynarodową renomą Pratt Institute. Powstały w ten sposób Pratt Munson-Williams-Proctor (PrattMWP) jest nowym związkiem między dwoma czołowymi instytucjami zapewniającymi edukację artystyczną na światowym poziomie. Na jesieni 2000 roku zainaugurowano pierwszy semestr na PrattMWP. Realizowany przez School of Art program Community Arts Education Program jest skierowany do każdej grupy wiekowej oferując szeroki zakres zajęć dla początkujących oraz dla zaawansowanych studentów. Wszystkie zajęcia prowadzone są przez profesjonalnych artystów z wykształceniem akademickim. Zajęcia obejmują między innymi rysunek, malarstwo, rzeźbę, jubilerstwo/metaloplastykę, ceramikę, fotografię, grafikę i pikowanie; organizowane są też specjalne zajęcia dla dzieci i młodzieży. Program edukacyjny uzupełniają zajęcia z baletu, stepowania, tańca jazzowego i współczesnego. Na każdy semestr w School of Art przyjmowanych jest około 1000 studentów. Większość zajęć odbywa się w Studio Building, trzypiętrowym budynku o powierzchni  około 2 250 m². Mieści się w nim siedem specjalistycznych pracowni, przeznaczonych dla każdego typu zajęć artystycznych oraz galeria sztuki, recepcja, sale dla studentów i wykładowców i dziedziniec rzeźby.